# 既視感
既視感，或似曾相识、幻覺記憶 （法語：Déjà vu，法語發音：[deʒa vy] ⓘ），指人在清醒的状态下自认为是第一次见到某场景，却瞬间感覺之前好像曾經經歷過，是被广泛报道证实的一種常見的現象。

## 科学研究

### 神经科学
有时，既視感可被理解为遇到了之前见过的场景，但是不知道此场景的来源的结果。

### 認知科學
- 當我們遇到一個與過去經歷相類似的情境，腦內處理過去那段經歷的神經元可能同時產生衝動，造成既視感。這可能與海馬迴有關[3]。
- 從醫學角度中，成因為由於左右腦的信息處理突然不協調所致[4]。
- 在長達數秒的視覺過程中，誤認幾個毫秒前曾見過的東西為過去曾見物的一種錯覺[5]。

## 神秘学研究

### 梦境碎片论
因为大多数人的大多数梦在醒来便很快忘记，但是实际上仍然在潜意识留存，因此既视感的出现可能和潜意识中的相关梦境记忆碎片被啟動有关。

### 前世记忆论
一些宗教把這種現象當作靈魂或前世記憶的證明。神经科学认为這是因為記憶的存儲出現了短暫的混亂，導致大腦把剛得到的信息当成了久遠的回憶。所以這種情況多半是在人們感到疲倦、壓力 (醫學)，或是被不熟悉事物環繞的情況下出現，此時大腦無法一一處理接收來的資訊量。相較於老年人，年輕族群比較容易出現既视感。

### 宗教神谕论
既视感也有可能是神谕。很多宗教创始人都被称作先知即有此原因。有可能是因为一些超自然的力量让宗教领袖提前或自由调用了这些未来的记忆，但并非是经历了未来。

### 平行宇宙論
有人認為世界上有許多平行宇宙，不同平行宇宙的同一個人正常情況下毫無關係，而「夢」是一個溝通的橋樑。在夢中可能可以和另外一個時空的自己連接，同時會將對方將會遇見的與已經遇見的記憶進行交流（只有雙方都會遇見或已經遇見的才有機會交流）。目前沒有科學研究可證明有辦法「主動」做到這件事，但經過某些研究者反覆的嘗試後認為只需要每日長時間的冥想，令自己處於放空狀態，再以最快的速度入眠，便可能可以提高成功機率，每日多做運動、保持身體健康也可能是一個相當大的關鍵。

### 永劫回归论
还有一种说法认为，如哲学家尼采所主张的那样，这个世界上发生的事是无限循环的。即是说在这个世界最终会迎来结束，但是在结束之后这个世界又会重新开始，然后相同的事情又会再次发生，然后在世界结束后又会重新开始并再次发生相同的事情。并且在任何一次世界之前，这些事情都已经发生过了无数遍，未来仍然会重复无数遍。由于事情不断重复发生，因此人们便会对事情产生既视感。

## 延伸閱讀
- . Psychology Today. 2010-01-05.
- Draaisma, Douwe. . Cambridge University Press. 2004. ISBN 0521691990.
- Hughlinks-Jackson, J. . Brain. 1888, 11: 179–207  [2007-09-17]. doi:10.1093/brain/11.2.179. （原始内容存档于2006-05-21）.
- Carey, Benedict. . New York Times. 2004-09-14  [2010-05-01]. （原始内容存档于2015-04-21）.
- Ratliff, Evan. . New York Times. 2006-07-02  [2010-05-01]. （原始内容存档于2020-11-21）.
- . The Ottawa Citizen. 2006-02-20  [2007-09-17]. （原始内容存档于2016-04-05）.
- . Neurobiology and Behavior. 1998  [2007-09-17]. （原始内容存档于2008-07-06）.
- . The Chronicle of Higher Education. 2004-07-23  [2007-09-17]. （原始内容存档于2005-09-11）.
- . Science Daily. 2008-11-19  [2021-03-01]. （原始内容存档于2012-11-08）.
- Herbert, Wray. . Psychological Science. 2008-10-23  [2011-05-04]. （原始内容存档于2020-08-11）.
- McHugh TJ, Jones MW, Quinn JJ;  et al. . Science. 2007-07, 317 (5834): 94–9. PMID 17556551. doi:10.1126/science.1140263.

## 外部連結
- Chronic deja vu- quirks and quarks episode (mp3) （页面存档备份，存于）
- "When deja vu is more than just an odd feeling" The Ottawa Citizen, February 20 2006 （页面存档备份，存于）
- "The Tease of Memory" The Chronicle of Higher Education, July 23 2004 （页面存档备份，存于）
- "Déjà Vu: If It All Seems Familiar, There May Be a Reason" New York Times, September 14, 2004 （页面存档备份，存于）
- "Déjà Vu, Again and Again" New York Times, July 2, 2006 （页面存档备份，存于）
- "UGH! I Just Got the Creepiest Feeling That I Have Been Here Before: Déjà vu and the Brain, Consciousness and Self", Neurobiology and Behavior, 1998
- http://www.anthonypeake.com（页面存档备份，存于）
- The Skeptic's Dictionary （页面存档备份，存于）
- How Déjà Vu Works a Howstuffworks article （页面存档备份，存于）
- Dentate Gyrus NMDA Receptors Mediate Rapid Pattern Separation in the Hippocampal Network （页面存档备份，存于）